# Planetella indica
Planetella indica är en tvåvingeart som först beskrevs av Mani 1937.  Planetella indica ingår i släktet Planetella och familjen gallmyggor. Inga underarter finns listade i Catalogue of Life.